# Nguyễn Phúc Đình
Nguyễn Phúc Đình (sinh 1941) là đại biểu Quốc hội Việt Nam khóa X. Ông thuộc đoàn đại biểu Hà Tây.
Tên thường gọi: Nguyễn Phúc Đình
Ngày sinh: 12/3/1941
Giới tính: Nam
Dân tộc: Mường
Tôn giáo: Không
Quê quán: Xã Khánh Thượng, huyện Ba Vì, Hà Tây
Trình độ chuyên môn: Phó giáo sư, Tiến sĩ Y Khoa
Nghề nghiệp, chức vụ: Bí thư Đảng uỷ, Uỷ viên UBMTTQ tỉnh, Giám đốc Bệnh viện khu vực Sơn Tây, Uỷ viên Uỷ ban Về các vấn đề xã hội của Quốc hội
Nơi làm việc: Bệnh viện khu vực Sơn Tây
Nơi ứng cử: Hà Tây
Đại biểu Quốc hội khoá: X
Đại biểu chuyên trách: Không
Đại biểu Hội đồng Nhân dân: Không